# 宮田幸一
宮田 幸一（みやた こういち、1904年 - 1989年）は、日本の英文学者、博士。鶴見大学教授。

## 来歴
鶴見大学文学部教授。
1974年、論文「英語文法における単語種の歴史的および分析的研究」で博士号（文学、駒澤大学）取得。